# 哈罗德·布鲁姆
哈罗德·布鲁姆（英語：Harold Bloom，1930年7月11日—2019年10月14日），美國文學評論家，著有《西方正典：伟大作家和不朽作品》。

## 生平
1930年出生於紐約，受哈特·克莱恩、威廉·巴特勒·叶芝、威廉·布萊克等人的作品影響。就讀於康奈爾大學和耶魯大學，畢業後在耶魯大學任教，早期研究浪漫主义诗歌，出版布莱克、雪莱、叶芝、斯蒂文斯等英美诗人傳記，強調「修正式批評理論」，是美國“耶魯學派”批評家。1973年推出《影响的焦虑》。1979年与保罗·德曼、杰弗里·哈特曼（Geoffrey Hartman）、希利斯·米勒（J.Hillis Miller）合作出版《解构和批评》。又與史景迁友好。
1994年出版《西方正典》，重新評比26位西方文學家，引起轩然大波。2005年4月2日获得安徒生文学奖。作品還有《误读之图》、《卡巴拉犹太神秘哲学与批评》、《诗与隐抑》等。

## 观点
布鲁姆长期和20世纪60年代的反主流文化保持距离，并对多元文化主义提出批评。布魯姆同时认为斯蒂芬·金和《哈利波特》作者J·K·羅琳是蹩腳作家。